# Cottapistus
Cottapistus is een geslacht van straalvinnige vissen uit de familie van napoleonvissen (Tetrarogidae).

## Soorten
- Cottapistus cottoides (Linnaeus, 1758)
- Cottapistus scorpio (Ogilby, 1910)